# Theodore Haver
Theodore Haver, conocida como Dora Haver, (Ámsterdam, 19 de diciembre de 1856 – 1 de noviembre de 1912) fue una feminista y editora holandesa. Activista por el sufragio de la mujer fue cofundadora de Vereeniging voor Vrouwenkiesrecht (Asociación para el sufragio femenino) y editora de la revista feminista Evolution además de implicarse en muchas otras organizaciones en defensa de los derechos de las mujeres.

## Biografía
Theodore Petronella Bernardine Haver, conocida como Dora Haver, nació en Ámsterdam . Era hija de Marinus Bernardus Haver, comerciante, y de Jeanne Cornelie van Campen. Tenía al menos una hermana, Josephine Sare Rosine Haver (1868-1945), que también formó parte del movimiento de mujeres en las Indias Orientales Holandesas.
Haver trabajó como maestra de escuela desde los dieciocho años. Dio clases en la Asociación Ons Huis en Ámsterdam. En 1895, Wilhelmina Drucker nombró a Haver directora del Volksdagblad, el primer periódico de empleo de los Países Bajos. Al final perdió ante Jacob Rot, aunque recibieron casi el mismo número de votos en la primera vuelta. Desde el 1 de octubre de 1896 hasta su muerte, Haver también fue administradora de Algemeene Amsterdamsche Vereeniging para atención médica, quirúrgica y de partería.
Murió el 1 de noviembre de 1912 a la edad de 55 años.

## Activista en el movimiento de mujeres
No hay referencias claras de cuándo se iniciaron las actividades feministas de Haver. Algunos dicen que fue en 1888 y afirman que Haver estaba escribiendo para la revista De Vrouw en ese momento. Según otros, fue en 1890 cuando Haver asumió la secretaría de la organización Vrije Vrouwenvereeniging (VVV). En 1894, a partir de esta organización se creó la Asociación para el Sufragio Femenino (VVK). Haver fue una de las siete fundadoras, junto con Aletta Jacobs, Annette Versluys-Poelman y Wilhelmina Drucker, entre otras. En nombre de la VVK, Haver participó en el Comité Holandés para el Sufragio General del Partido Socialdemócrata de los Trabajadores (SDAP). En diciembre de 1905, sin embargo, dejó este cargo porque creía que el SDAP no se expresaba con suficiente claridad a favor del sufragio femenino. De 1906 a 1912, Haver presidió la sección de Ámsterdam de la VVK. Además, de 1909 a 1912 fue miembro del comité editorial de la revista mensual de la VVK. En 1893 fundó la revista feminista Evolution junto con Wilhelmina Drucker. Ambas se convirtieron en editoras y también publicaron artículos en la revista. Los artículos de la revista se experimentaban regularmente como impactantes.
A lo largo de los años, Haver formó parte de numerosas asociaciones. Entre ellas la Bond for State Retirement, la Asociación de librepensadores 'De Dageraad' y Nieuw Malthusiaansche Bond. Haver era conocida por el público por sus frecuentes apariciones públicas.

### Defensa del trabajo de la mujer
Haver estaba particularmente comprometida con la defensa del trabajo de las mujeres. Junto con Drucker, tomó iniciativas para crear sindicatos de costureras, empleadas domésticas y telefonistas. En un discurso en la Exposición Nacional del Trabajo de la Mujer en 1898, Haver expresó su deseo de establecer un sindicato separado para mujeres. Las ideas de Haver sobre el trabajo de las mujeres se consideraron radicales. Por ejemplo, creía que no debería haber distinción entre hombres y mujeres -y entre mujeres casadas y solteras- en la admisión a la formación, en la elección de una profesión y en la remuneración del trabajo. Además, creía que las mujeres casadas deberían valerse por sí mismas preferentemente.
Cuando se fundó la Asociación Nacional para el Trabajo de la Mujer en 1901, Haver fue elegida presidenta, cargo que ocupó hasta 1908.

## Vida personal
Dora Haver se casó con Hermanus Wilhelmus Johannes Anthony Schook, un director, el 11 de agosto de 1887. Juntos tuvieron dos hijos, Hermanus Wilhelmus Johannes Anthony Schook (llamado así por su padre) y Jean Corneille Schook. Su matrimonio se disolvió el 23 de octubre de 1900.